# Иланский (городское поселение)
Город Иланский — муниципальное образование со статусом городского поселения в Иланском районе Красноярского края.
Административный центр — город Иланский.
В рамках административно-территориального устройства соответствует административно-территориальной единице город Иланский (с подчинённым ему населённым пунктом).

## Население
| 2010    | 2012    | 2013    | 2014    | 2015    | 2016    | 2017    |
| ------- | ------- | ------- | ------- | ------- | ------- | ------- |
| 16 111  | ↘15 974 | ↘15 751 | ↘15 582 | ↘15 357 | ↘15 137 | ↘15 013 |
| 2021    |         |         |         |         |         |         |
| ↗15 945 |         |         |         |         |         |         |

## Состав
В состав городского поселения входят 2 населённых пункта:
| № | Населённый пункт | Тип населённого пункта        | Население |
| - | ---------------- | ----------------------------- | --------- |
| 1 | Алгасы           | деревня                       | →0        |
| 2 | Иланский         | город, административный центр | ↗15 945   |

## Местное самоуправление
Дата избрания: 14.03.2010. Срок полномочий: 5 лет
Глава муниципального образования
- Максаков Владимир Владимирович. Дата избрания 04.09.2015 года. Срок полномочий 5 лет.
- Хлыстов Сергей Алексеевич. Дата избрания: 14.03.2010. Срок полномочий: 5 лет